# Жарков, Никита Яковлевич
Ники́та Я́ковлевич Жарко́в (16 (29) ноября 1906, пос. Михайловка, Верхнеуральский уезд, Оренбургская губерния, Российская империя — 1 февраля 1966, пос. Рымникский, Брединский район, Челябинская область, РСФСР, СССР) — председатель колхоза «Заветы Ленина» Брединского района Челябинской области, Герой Социалистического Труда (11.01.1957).

## Биография
Родился в поселке Михайловка Верхнеуральского уезда, Оренбургской губернии (ныне — Кизильский район Челябинской области).
Окончил Михайловскую 7-летнюю школу.
С 1948 года — председатель колхоза «Заветы Ленина» Брединского района (п. Могутовский). Приняв полуразрушенное, отстающее хозяйство, вывел его в миллионеры. Герой Социалистического Труда (11.01.1957).
В 1961 в результате реорганизации колхоза в совхоз «Рымникский» назначен его первым директором. С 1964 года — председатель Рымникского сельсовета.
Участник освоения целинных земель.
Скончался 1 февраля 1966 года. Похоронен в посёлке Рымникский Брединского района Челябинской области.
Награжден медалями «За трудовую доблесть», «За освоение целинных земель».